# Slovenský futsalový pohár
Slovenský futsalový pohár je slovenská futsalová soutěž, zastávající funkci národního poháru. Soutěž byla založena v roce 1995. Pořádá ji Slovenský futbalový zväz, podobně jako všechny soutěže registrovaných profesionálních i neprofesionálních hráčů na Slovensku.

## Nejlepší kluby v historii - podle počtu vítězství
| Vítězové nejvyšší ligové soutěže |        |                                                                  |
| Klub                             | Tituly | Vítězné ročníky                                                  |
| Slov-Matic FOFO Bratislava       | 11     | 2005, 2006, 2007, 2008, 2009, 2010, 2011, 2012, 2013, 2014, 2015 |
| ŠK Program Dubnica nad Váhom     | 3      | 1997, 1998, 2002                                                 |
| FC Izolex Košice                 | 1      | 1996                                                             |
| FK JADO Selce                    | 1      | 1999                                                             |
| FK Mäsomax Nitra                 | 1      | 2000                                                             |
| RCS Košice                       | 1      | 2001                                                             |
| 1. HFC Lučenec                   | 1      | 2003                                                             |
| 1. SC Incar Nitra                | 1      | 2004                                                             |

## Přehled finálových utkání
| Slovenský pohár (1995 – 2015) |                                  |                       |                               |
| Ročník                        | Vítězný tým                      | Výsledek              | Finalista                     |
| 1995/96                       | FC Celtic Izolex Košice (1)      |                       |                               |
| 1996/97                       | ŠK Program Dubnica nad Váhom (1) |                       |                               |
| 1997/98                       | ŠK Program Dubnica nad Váhom (2) |                       |                               |
| 1998/99                       | FK Diamont Selce (1)             | 9:1                   | Tessex-Western USD Lučenec    |
| 1999/00                       | FK Mäsomax Nitra (1)             | 7:2                   | FK Dynamik Nitra              |
| 2000/01                       | Trade Trans Rail Košice (1)      | 6:4, 4:4 (cel.: 10:8) | FK Mäsomax Nitra              |
| 2001/02                       | ŠK Program Dubnica nad Váhom (3) |                       | FK Mäsomax Nitra              |
| 2002/03                       | 1. HFC Lučenec (1)               | 2:1, 7:6 (cel.: 9:7)  | FK Mäsomax Nitra              |
| 2003/04                       | 1. SC Incar Nitra (1)            | 8:7 po prodl.         | ŠK Program Dubnica nad Váhom  |
| 2004/05                       | Slov-Matic FOFO Bratislava (1)   | 0:0, 3:2 (cel.: 3:2)  | RCS Košice                    |
| 2005/06                       | Slov-Matic FOFO Bratislava (2)   | 23:4                  | JUWE Bloky Čadca              |
| 2006/07                       | Slov-Matic FOFO Bratislava (3)   | 4:1                   | C.V.S. JAKO Borský Mikuláš    |
| 2007/08                       | Slov-Matic FOFO Bratislava (4)   | 6:3                   | Tupperware Sventex Nové Zámky |
| 2008/09                       | Slov-Matic FOFO Bratislava (5)   | 4:2                   | ŠK Across Pinerola Bratislava |
| 2009/10                       | Slov-Matic FOFO Bratislava (6)   | 6:3                   | ŠK Across Pinerola Bratislava |
| 2010/11                       | Slov-Matic FOFO Bratislava (7)   | 7:2                   | ŠK Mima Divus Trnava          |
| 2011/12                       | Slov-Matic FOFO Bratislava (8)   | 9:3                   | Gurmáni Bratislava            |
| 2012/13                       | Slov-Matic FOFO Bratislava (9)   | 5:3                   | ŠK Across Pinerola Bratislava |
| 2013/14                       | Slov-Matic FOFO Bratislava (10)  | 3:2                   | ŠK Across Pinerola Bratislava |
| 2014/15                       | Slov-Matic FOFO Bratislava (11)  | 13:8                  | FK Troligabus Prešov          |